# 關景良
關景良（1869年—1945年），字心焉，中國醫學家、政治人物，他是中華醫學會及養和醫院的創辦人之一，著名於參與政治人物孫中山的革命運動。

## 生平
他出生於醫學世家，其父親為牙醫關元昌，母親為黎亞妹，南海人，為香港第一批女護士之一，姪子為關頌聲。妹妹為關月英，丈夫為容星橋。關景良早年就讀於拔萃書室，於1893年在西醫書院畢業之後，曾經負責江南沿江炮台醫務，其後重返香港工作。由於他的母親曾是孫中山的醫學導師之一，他在壯年時期，與孫中山關係甚為緊密，關景良的婚禮甚至由孫中山擔當證婚人。雖然關景良經常與孫中山「四大寇」同伙，他的家長給予強烈反對，以致關景良並沒有追從孫中山参與清末的武裝革命。
1910年10月，關景良在香港成立「剪髮不易服會」宣導華人剪辫。

## 相關
- 李月娥 關景良的第一任妻子
- 江恩梅 關景良的第二任妻子(1885-1965)
- 基督徒
- 道濟會堂
- 公理堂
- 合一堂
- 何啟
- 康德黎

## 外部参考
- . 香港: 孫中山紀念館. 2006年12月8日. （原始内容存档于2007年11月16日）.
- 關國煊：《關景良小傳》。載《傳記文學》 71:6